# أشكنان
أشكنان مدينة إيرانية في مقاطعة لامرد في محافظة فارس في جنوب إيران.

## أصل كلمة أشكنان
وكانت تسمى قديماً (سودابكرد) وثم تحولت إلى أشكنان Ashkanan, Īshkanān عائلة أشكناني من الملوك الذين حكموا إيران. وكذلك كانت تسمى أيضاً (سودابگرد) وهي مدينة فارسية قديمة سكانها من الفرس، وليس للمدينة منفذ على البحر، والمدينة تقع في الداخل خلف الجبال اقرب إلى مدينة لار وسكانها يتكلمون باللهجة الاجومية وهي لهجة تختلف عن الفارسيه يتكلمها أهل أشكنان وعوض (اوز) ولار وغيرها من المناطق المجاورة لها.
وتحيط بالمدينة عدة قرى ومدن مشهورة مثل لامرد لار وكراش وعوض، وجميعها تتبع محافظة فارس أو كما يعرف في تقسيم إيران الجغرافي تحت إقليم فارس.

## السكان
يبلغ عدد سكان «مدينة اشكنان» 45000 نسمة حسب تعداد السكان لعام 2018 للميلاد. وهم خليط من السنة والشيعة.